# Chabriosoma quadrimaculata
Chabriosoma quadrimaculata es un coleóptero de la familia Chrysomelidae.
Fue descrita científicamente en 2000 por Mohamedsaid.